# باسكال هوتون
باسكال هوتون هي عارضة وممثلة كندية، ولدت في 14 يونيو 1979 في كندا.

## أعمال

### أفلام
- (2005) أربعة مذهلون
- (2005) الفوضى

### مسلسلات
- سمولفيل
- كان ياما كان

## وصلات خارجية
- باسكال هوتون على موقع IMDb (الإنجليزية)
- باسكال هوتون على موقع ألو سيني (الفرنسية)
- باسكال هوتون على موقع أول موفي (الإنجليزية)
- باسكال هوتون على موقع قاعدة بيانات الفيلم (الإنجليزية)
- باسكال هوتون على موقع كينوبويسك (الروسية)